# Ursus deningeri
Ursus deningeri es una especie extinta de mamífero carnívoro de la familia de los úrsidos. Habitó Eurasia durante gran parte del Pleistoceno, desde hace 1,7-1,8 Ma hasta hace aproximadamente 100.000 años.
El amplio rango geográfico de esta especie demuestra su gran grado de adaptabilidad que le permitió habitar en los diferentes entornos del Pleistoceno.
Actualmente se considera que U. deningeri es descendiente de U. savini y que posteriormente evolucionó en U. spelaeus.

## Morfología

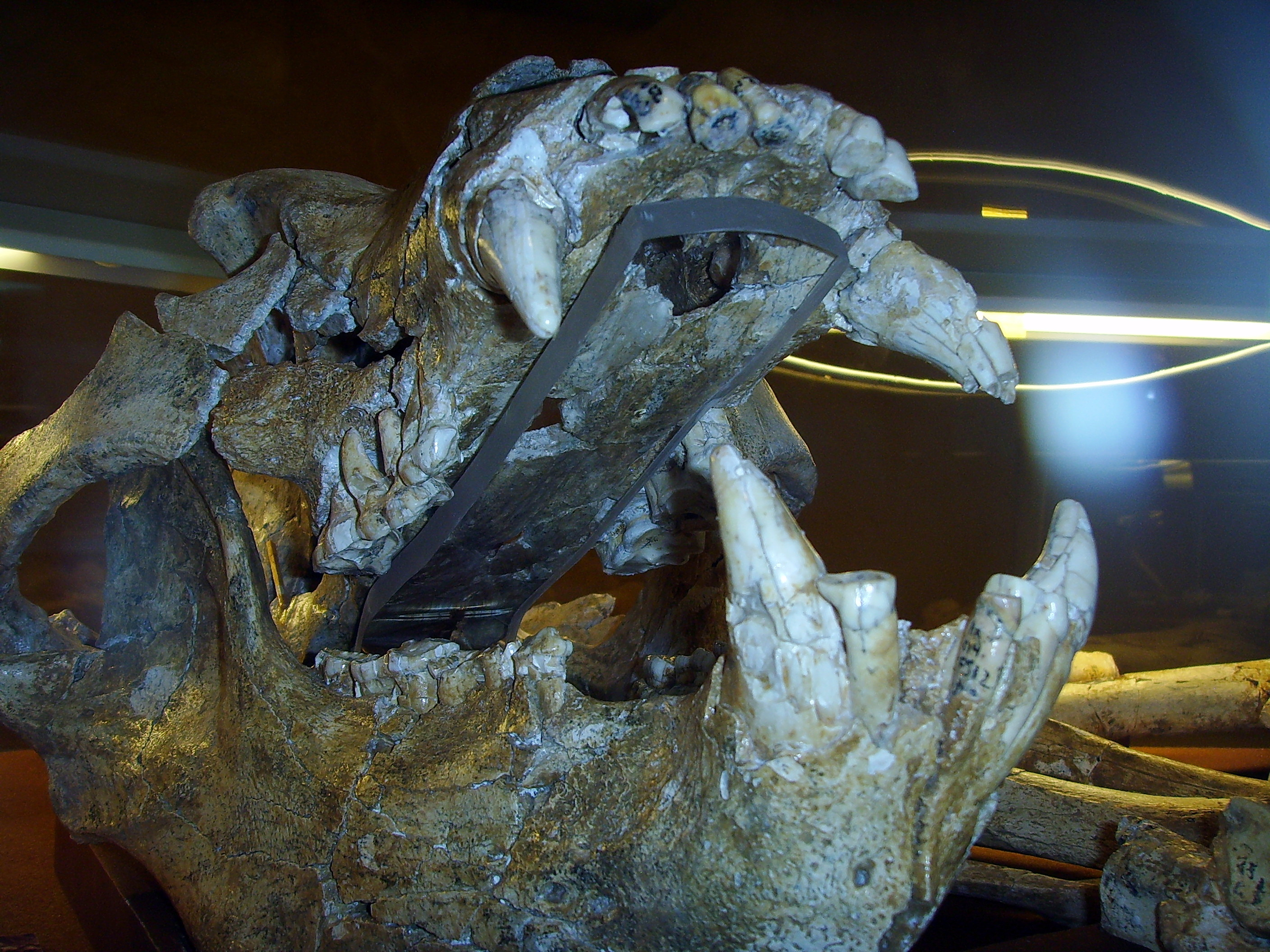
Cráneo de Ursus deningeri

Ursus deningeri presenta una combinación de caracteres primitivos y derivados que lo distingue de todos los demás osos del Pleistoceno.  Presenta una mandíbula delgada similar a la de Ursus etruscus y los actuales osos pardos, a la par que mantiene características que aparecerán posteriormente en el oso de las cavernas (Ursus spelaeus). Por ello se considera como descendiente de Ursus savini, cercano a la divergencia evolutiva de U. spelaeus y U. arctos.

## Distribución de fósil
Sitios y edades de espécimen:
- Nalaikha, Mongolia: ~1.8 Ma-800,000 años.
- Estrato de agua dulce del oeste de Runton, Formación del Estrato del Bosque de Cromer, Norfolk, Inglaterra: ~ 800.000-100.000 años.
- Cueva del Agua, Granada, España: ~800.000-100.000 años
- Excavaciones de lecho de Venosa 197–1976, Basilicata, Italia: ~800.000–100.000 años.
- Emirkaya-2, Anatolia Central, Turquía: ~800.000–100.000 años
- Sima de los Huesos, Atapuerca, España:  300.000 años[4]
- Cueva Darband, Montes Elburz, Mar Caspio, Irán: ~300.000–200.000 años
- Stránská skála (Cueva del oso), Brno, Moravia, República Checa: excavaciones entre 1943-1944 ~790.000–600.000 años[5][6]

## Genética
En 2013, un equipo alemán reconstruyó el genoma mitocondrial de un Ursus deningeri de más de 300.000 años de antigüedad, demostrando que el antiguo  ADN auténtico se puede preservar durante cientos de miles de años fuera del permafrost.